# Helen Aberson
Helen Aberson (Syracuse, 16 giugno 1907 – New York, 3 aprile 1999) è stata una scrittrice statunitense, nota per il racconto Dumbo, the Flying Elephant, da cui la Disney ha tratto il famoso lungometraggio del 1941 Dumbo - L'elefante volante. Lo stesso personaggio è protagonista anche dell'omonimo remake in live action del 2019. Il racconto fu pubblicato con le illustrazioni di Harold Pearl.